# Michael Stanley
Pour les articles homonymes, voir Stanley.
Ne doit pas être confondu avec Michael Stanley (rugby à XV).
Michael Stanley est le pseudonyme de deux écrivains sud-africains, Michael Sears et Stanley Trollip, auteur de roman policier.

## Biographie
En 2008, avec Un festin de hyènes (A Carrion Death), il commence une série mettant en scène David Bengu, un surintendant auxiliaire de police connu sous le nom de « Kubu » (signifiant hippopotame en tswana) au Botswana. Avec le troisième roman de cette série The Death of the Mantis, publié en 2011, il est lauréat du prix Barry 2012 du meilleur livre de poche.

## Œuvre

### Romans

#### SérieDavid Bengu
- A Carrion Death (2008) Publié en français sous le titre Un festin de hyènes, Paris, Éditions Jean-Claude Lattès, 2009  (ISBN 978-2-7096-2928-7) : réédition Éditions Points, coll. « Points policier » no P2682, 2011  (ISBN 978-2-7578-2452-8)
- The Second Death of Goodluck Tinubu (2009) (autre titre : A Deadly Trade) Publié en français sous le titre La Seconde Mort de Tinubu, Paris, Éditions Jean-Claude Lattès (2011)  (ISBN 978-2-7096-2929-4)
- The Death of the Mantis (2011)
- Deadly Harvest (2013)
- A Death in the Family (2015)
- Dying To Live (2017)

#### SérieQueens
Écrit par Michael Sears
- Tower of Babel (2021)
- Love the Stranger (2024)

#### Autre roman
- Swiss Conspiracy (1976)

## Prix et distinctions

### Prix
- Prix Barry 2012 du meilleur livre de poche pour The Death of the Mantis[1]

### Nominations
- Prix Barry 2009 du meilleur premier roman pour A Carrion Death[1]
- Prix Macavity 2009 du meilleur premier roman pour A Carrion Death[2]
- Prix Anthony 2012 du meilleur livre de poche pour The Death of the Mantis[3]
- Prix Edgar-Allan-Poe 2012 du meilleur livre de poche pour The Death of the Mantis[4]
- Prix Thriller 2014 du meilleur livre de poche pour Deadly Harvest[5]